# Meiacanthus tongaensis
Meiacanthus tongaensis là một loài cá biển thuộc chi Meiacanthus trong họ Cá mào gà. Loài này được mô tả lần đầu tiên vào năm 1987.

## Từ nguyên
Từ định danh tongaensis được đặt theo tên gọi của đảo quốc Tonga, nơi mà mẫu định danh của loài cá này được thu thập (–ensis: hậu tố chỉ nơi chốn trong tiếng Latinh).

## Phân bố và môi trường sống
M. tongaensis là loài đặc hữu của vùng biển Tonga, được tìm thấy trên các rạn san hô và nền đá vụn ở độ sâu đến ít nhất là 15 m.

## Mô tả
Chiều dài chuẩn lớn nhất được ghi nhận ở M. tongaensis là 10 cm. Loài này có màu vàng lục nhạt trên đầu và thân trên, chuyển sang màu vàng nhạt ở thân dưới và bụng. Vây lưng và vây hậu môn màu vàng lục, có sọc đen dày gần gốc vây lưng. Gốc và thùy đuôi màu vàng lục với phần trung tâm trong suốt, thùy thon dài hình lưỡi liềm ở cá trưởng thành.
Số gai vây lưng: 4; Số tia vây lưng: 27–28; Số gai vây hậu môn: 2; Số tia vây hậu môn: 17–18.

## Sinh thái
Trứng của M. tongaensis có chất kết dính, được gắn vào chất nền thông qua một tấm đế dính dạng sợi. Cá bột là dạng phiêu sinh vật, thường được tìm thấy ở vùng nước nông ven bờ.